# Acanthascus borealis
Acanthascus borealis är en svampdjursart som beskrevs av Okada 1932. Acanthascus borealis ingår i släktet Acanthascus och familjen Rossellidae. Inga underarter finns listade i Catalogue of Life.